# Franz Josef Stoiber
Franz Josef Stoiber (* 24. September 1959 in Straubing) ist ein deutscher Organist. Er ist gegenwärtig Domorganist am Regensburger Dom.

## Biografie
Franz Josef Stoiber erhielt während seiner Schulzeit Orgelunterricht bei dem Passauer Domorganisten Walther R. Schuster und bei seinem nachmaligen Regensburger Vorgänger Eberhard Kraus. Seine kirchenmusikalischen und musiktheoretischen Studien verfolgte er nach dem Abitur (1979) an der Hochschule für Musik Würzburg (Orgel bei Günther Kaunzinger und Gerhard Weinberger, Tonsatz bei Zsolt Gárdonyi) und an der Hochschule für Musik und Darstellende Kunst Stuttgart (Künstlerisches Hauptfach Orgel bei Jon Laukvik) sowie beim Wiener Domorganisten Peter Planyavsky (Orgelimprovisation).
Nach dreijähriger Tätigkeit als hauptamtlicher Musikalischer Assistent am Würzburger Dom und als Lehrbeauftragter für Musiktheorie an der Würzburger Musikhochschule folgte Stoiber 1989 einem Ruf als Dozent für Orgel und Musiktheorie an die Fachakademie für katholische Kirchenmusik und Musikerziehung, der heutigen Hochschule für Katholische Kirchenmusik und Musikpädagogik Regensburg.
1993 wurde er beim Internationalen Wettbewerb für Orgelimprovisation in Schwäbisch Gmünd mit dem dritten Preis ausgezeichnet. Am 1. März 1996 erfolgte Stoibers Berufung zum Domorganisten in Regensburg. Seit 1997 ist er auch als Orgellehrer bei den Regensburger Domspatzen tätig. Im Jahr 2003 erhielt er eine ordentliche Professur für Orgel (Schwerpunkt Liturgisches Orgelspiel und Improvisation) an der Regensburger Kirchenmusikhochschule, die er von 2003 bis 2011 und seit Oktober 2023 wieder als Rektor leitet.
Konzerte, CD-Produktionen, Gastdozenturen (u. a. in Deutschland, Portugal, Japan, Kroatien und Russland), seine kompositorische Tätigkeit, Aufsätze und Buchveröffentlichungen machten ihn überregional bekannt. Neben einem breit angelegten Orgelliteratur-Repertoire legt Stoiber einen besonderen Schwerpunkt auf die Orgelimprovisation. Auf seinem YouTube-Kanal vermittelt er dementsprechend systematisch die Grundlagen des liturgischen Orgelspiels und der Improvisation.

## Diskografie
- Orgelimprovisationen Vol. 2: Weihnachten. Franz Josef Stoiber an der Göckel-Orgel in St. Peter zu Düsseldorf. Organpromotion, Sulz am Neckar, 2005.
- Bach im Regensburger Dom. Franz Josef Stoiber (Orgel) und die Regensburger Domspatzen (Ltg. Roland Büchner). Motette, Düsseldorf, 2000.
- Olivier Messiaen – Berühmte Meditationen für Orgel. Franz Josef Stoiber an der Orgel des Domes zu Regensburg. Motette, Düsseldorf, 2003.
- Orgelmusik aus dem Regensburger Dom. Franz Josef Stoiber an der Mathis-Orgel. IFO-Records, Mainz, 1999.
- Die Regensburger Domorgel. Bach – Renner – Dupré – Messiaen. Franz Josef Stoiber an der neuen Rieger-Orgel des Domes zu Regensburg. Motette, Düsseldorf, 2010.
- Orgelmusik von Liszt und Renner. Franz Josef Stoiber an der Regensburger Domorgel. Motette, Düsseldorf, 2011.
- Glocken und Orgelimprovisationen im Hohen Dom zu Regensburg. Franz Josef Stoiber (Orgel), Eine Choralschola, Regensburger Domspatzen. Motette CD 12561. 2003
- Alles meinem Gott zu Ehren. Franz Josef Stoiber an der Kögler-Orgel der Stadtpfarrkirche St. Laurentius in Neustadt an der Donau. Ambiente 2013
- Glocken- und Orgelklänge aus dem Regensburger Dom. Franz Josef Stoiber (Orgelimprovisation), eine Schola ehemaliger Regensburger Domspatzen (Leitung Karl-Heinz Liebl). Motette, Düsseldorf, 2013
- Toccatissimo! Berühmte Toccaten für Orgel. Franz Josef Stoiber an der Regensburger Domorgel. Ambiente Audio 2015
- Geistliche Musik von Franz Josef Stoiber - Messen und Motetten. Regensburger Domspatzen, Chöre der HfKM u. a. Ambiente Audio 2018

## Kompositionen (Auswahl)
- Missa in honorem Sancti Erhardi
- Missa Alme Pater für Chor & Orgel
- Missa in honorem Sancti Petri
- Missa in honorem sanctae Annae Schäffer für Chor & Orgel
- Missa inglese für Chor & Orgel
- Messe in G für Chor & Orgel

## Buchveröffentlichungen
- Gehörbildung, Tonsatz, Improvisation – ein Übungsbuch. ConBrio Verlagsgesellschaft, Regensburg 1995, ISBN 978-3930079711.
- Harmonische Idiomatik. In: Hans D. Hoffert und Klemens Schnorr (Hrsg.): Dux et Comes – Franz Lehrndorfer zum 70. Geburtstag. Universitätsverlag Regensburg, Regensburg 1998, ISBN 978-3-93048068-5.
- Tonsatz. In: Thomas Albus und Franz Josef Stoiber (Hrsg.): Basiswissen Kirchenmusik, Bd. 3 Musiktheorie – Liturgisches Orgelspiel. Carus-Verlag Stuttgart 2009, ISBN 978-3-89948124-2.
- Faszination Orgelimprovisation – Ein Studien- und Übungsbuch/Fascination Organ Improvisation - A Study and Practise Book. Bärenreiter Kassel 2018, ISMN 979-0-00656404-0.
- Schöne Orgeln, Baugeschichte – Klang – Prospektgestaltung. Figaro-Verlag Laaber 2019, ISBN 978-3-946798-17-0.